# Stanislas Bober
Stanislas Bober (* 12. März 1930 in Nanterre; † 8. Juli 1975 in Paris) war ein französischer Radrennfahrer.

## Sportliche Laufbahn
Bober war im Straßenradsport aktiv. Als Amateur siegte er 1951 bei Paris–Évreux und wurde Zweiter bei Paris–Dieppe 1950 sowie bei Paris–Ézy 1951.
Von 1952 bis 1961 war er Berufsfahrer. Sein bedeutendster Erfolg war der Sieg auf der 3. Etappe der Tour de France 1953. 1952 hatte er Paris-Bourges vor André Brulé gewonnen. 1953 war er im Circuit de l’Indre erfolgreich. Im Grand Prix de l’Écho d'Oran 1953 wurde er Zweiter, im Circuit du Morbihan 1953 sowie im Flèche Wallonne 1955 Dritter.
Die Tour de France fuhr er sechsmal. 1953 wurde er 25., 1954 51. und 1958 73. der Gesamtwertung. 1955, 1956 und 1957 beendete er die Rundfahrt nicht. Im Giro d’Italia 1956 und 1958 erreichte er das Ziel nicht.